# Lygodium pedicellatum
Lygodium pedicellatum là một loài dương xỉ trong họ Lygodiaceae. Loài này được C.Chr. & Maxon mô tả khoa học đầu tiên năm 1936.
Danh pháp khoa học của loài này chưa được làm sáng tỏ. 